# Temple maçonnique de Rapid City
Pour les articles homonymes, voir Rapid City.
 (mai 2021).
Le temple maçonnique de Rapid City (en anglais : Rapid City Masonic Temple) est un temple maçonnique à Rapid City, dans le Dakota du Sud, aux États-Unis. Construit en 1925 selon les plans de l'architecte James C. Ewing, Sr., il est inscrit au Registre national des lieux historiques depuis le 6 décembre 2016.